# علم اجتماع الموسيقى

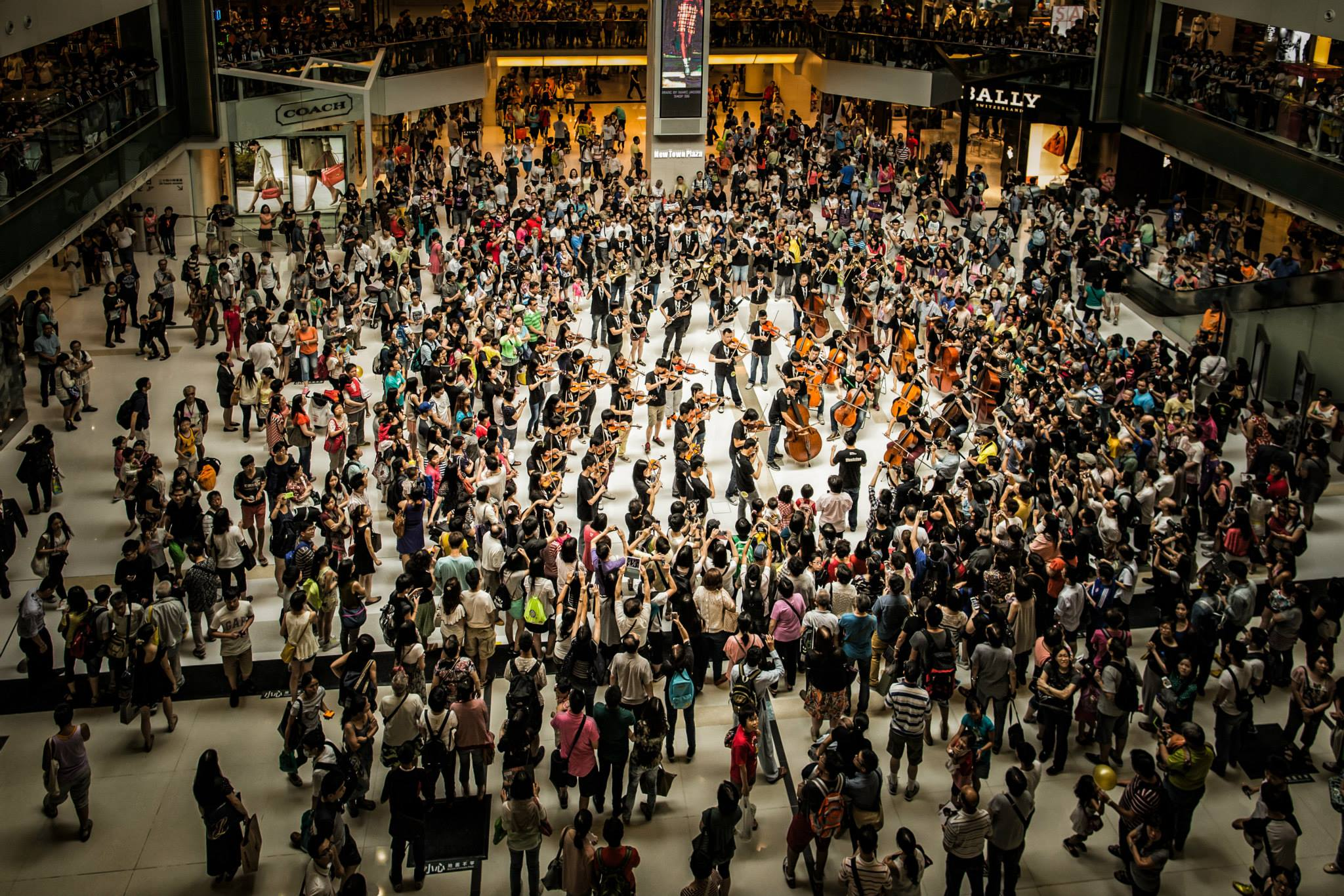
تؤدي فرقة أوركسترا هونغ كونغ السيمفونية التاسعة لبيتهوفن في تجمع في شا تين، هونغ كونغ.

مصطلح علم اجتماع الموسيقى (بالإنجليزية: Sociomusicology)‏ يعود أصله إلى اللغة اللاتينية (Socius) بمعنى "رفيق"، وكلمة "الموسيقى" بالفرنسية القديمة، ولاحقة "-ology" التي تعني "دراسة" في اللغة اليونانية القديمة (λόγος، lógos: "خطاب" أو "كلام")، ويشير هذا المصطلح إلى مجال دراسي يتناول العلاقة بين الموسيقى والمجتمع. يشمل هذا المجال عدة تخصصات أكاديمية من بينها علم الاجتماع وعلم الموسيقى، ويتناول الدراسات في هذا المجال العديد من الجوانب الاجتماعية للموسيقى ودورها في المجتمع، بالإضافة إلى استكشاف التفاعلات والتأثيرات المتبادلة بين الأشخاص والثقافات المختلفة من خلال الموسيقى.

## القضايا الاجتماعية المرتبطة بالموسيقي
يتشابه عمل الباحثين في علم اجتماع الموسيقى مع علم موسيقى الشعوب أو العرقية في استكشاف السياق الاجتماعي والثقافي للموسيقى، ولكن يتميز المجال الأول بالتركيز الأقل على الهوية العرقية والوطنية، ولا يقتصر على الأساليب الإثنوغرافية. بدلاً من ذلك، يستخدم الموسيقيون الاجتماعيون مجموعة واسعة من أساليب البحث، ويولون اهتمامًا كبيرًا بالسلوك المرئي والتفاعلات الموسيقية داخل إطار الهيكل الاجتماعي. ويتجه الموسيقيون الاجتماعيون بشكل أكبر من الموسيقيين العرقيين نحو استخدام الاستبيانات والبيانات الاقتصادية، على سبيل المثال. ويتمحور اهتمامهم حول الممارسات الموسيقية في المجتمعات الحديثة الصناعية. على سبيل المثال، اقترح الباحث كو (2011)فرضية "القدرة على القراءة بطريقتين والقدرة على العزف بثلاثة" في مجال علم اجتماع الموسيقى في هونغ كونغ.
نظرًا لتركيز علم الموسيقى على النهج التاريخي والتحليلي / النقدي بدلاً من النهج الاجتماعي في البحث، لا يزال المجال الاجتماعي للموسيقى يعتبر خارج التيار الرئيسي لعلم الموسيقى. ومع ذلك، مع زيادة شعبية علم موسيقى الشعوب في العقود الأخيرة (الذي يشترك في العديد من التشابهات مع المجال الاجتماعي للموسيقى)، بالإضافة إلى تطور وانتشار علم الموسيقى الجديد (متزامنًا مع ظهور الدراسات الثقافية المتعددة التخصصات في الأوساط الأكاديمية)، يتزايد اعتبار علم اجتماع الموسيقى كمجال مستقل ومؤسس بالكامل. وتبنى القيم والمعاني المرتبطة بالموسيقى بشكل جماعي من المستمعين والعازفين. إذ عند الاستماع إلى قطعة موسيقية ما، يرجعون إلى قيمهم ويستخدمون الموسيقى لإيجاد صلات بين تجاربهم الشخصية والتواصل المتصوّر. يتناول علم اجتماع الموسيقى هذه الصلات بشكل خاص والتجارب الموسيقية المرتبطة بالشخص والموسيقى نفسها.
بالإضافة إلى ذلك، يُعد عمل صناعة الموسيقى إنتاجًا اجتماعيًا ونشاطًا اجتماعيًا. حتى إذا كان الفنان الموسيقي عازفًا منفردًا، فإن إنتاج الموسيقى نفسها استلزم مستوى من الجهد الاجتماعي. من الآلات التي تنشئ لصنع الموسيقى، إلى الإنتاج النهائي لإنتاج وسيلة للاستماع إلى الموسيقى، والمعروفة أيضًا باسم المنتج. علاوة على ذلك، يمكن للشخص أن يؤكد أن توزيع الموسيقى نفسه يعد عملًا اجتماعيًا. يحاول بعض المدرسين تجربة طرق تدريس غير تقليدية، عن طريق استخدام الموسيقى للتواصل مع الطلاب على مستويات يمكن للطالب التعرف عليها، وكذلك "لرسم توضيحات للمفاهيم الاجتماعية".
ومن بين أبرز علماء الاجتماع الكلاسيكيين الذين درسوا الجوانب الاجتماعية وتأثيرات الموسيقى جورج زيمل (1858-1918) وألفريد شوتز (1899-1959) وماكس فيبر (1864-1920) وتيودور أدورنو (1903-1969). ومن بين الآخرين ألفونس سيلبرمان، وتشارلز سيجر (1886-1979)، وهوارد بيكر، ونوربرت إلياس، وموريس هالبواكس، وجاك أتالي، وجون مولر (1895-1965)، وكريستوفر سمول. يشمل علماء الموسيقى الاجتماعيون المعاصرون تيا دينورا، وجورجينا بورن، وديفيد هيبرت، وبيتر مارتن، وتيموثي دود، وويليام روي، وجوزيف شلوس.

## التعريفات البديلة
في مدخل "علم الموسيقى الاجتماعي" في موسوعة سيجي الدولية للموسيقى والثقافة، يشير ديفيد هيبرت إلى أن الاستخدام الحديث للمصطلح يشير إلى أربعة تعريفات: علم اجتماع الموسيقى، أي نوع من البحوث العلمية الاجتماعية حول الموسيقى (على سبيل المثال، البحوث الاقتصادية والسياسية وغيرها)، وهي شكل متخصص من علم موسيقى الشعوب يركز على العلاقات بين أحداث الصوت والهيكل الاجتماعي، ومصطلح بديل محتمل لعلم لعلم موسيقى الشعوب. 

## مقالات ذات صلة
- موسيقى الرقصات
- مجتمع الموسيقى
- تربية موسيقية
- علم النفس الموسيقي